# Кианская (порода коров)
Кианская порода (итал. Chianina) — порода крупного рогатого скота мясного направления. Выведена в Италии в долине Валь-ди-Кьяна. Оттуда завозилась в Бразилию, Аргентину, Канаду. Одна из древнейших пород мира.

## Характеристика
Масть животных белая с характерным серым оттенком. Коровы кианской породы очень большие (высота в холке 150—180 см), имеют удлинённое туловище и исключительно высокие мясные качества. Живая масса коров составляет 700—750 (до 800—1000) кг, быков 1200—1500 кг, максимальная — 1820 кг.
Масса телят при рождении 45-50 кг. Телята рождаются рыжими (как у серого украинского скота) и остаются такими до трёхмесячного возраста.

## Использование
Благодаря хорошей молочности коров молодняк при отъеме в 6-месячном возрасте достигает 220—280 кг, характеризуется исключительно высокой энергией роста до 2-летнего возраста. Жира при этом откладывается немного. По стандарту масса кианских быков в 12-месячном возрасте должна быть 475 кг, в 15-ти — 580, в 18 — 676 и в 23-месячном — 839 кг. Убойный выход 60—65 %.
Рост животных характеризуется значительной интенсивностью. Среднесуточный прирост живой массы при откорме достигает 2000 г. Молочность скота невысокая.
Потомство, полученное от скрещивания животных кианской породы с животными серой украинской и симментальской пород, имеет хорошие мясные качества.

## Фотогалерея

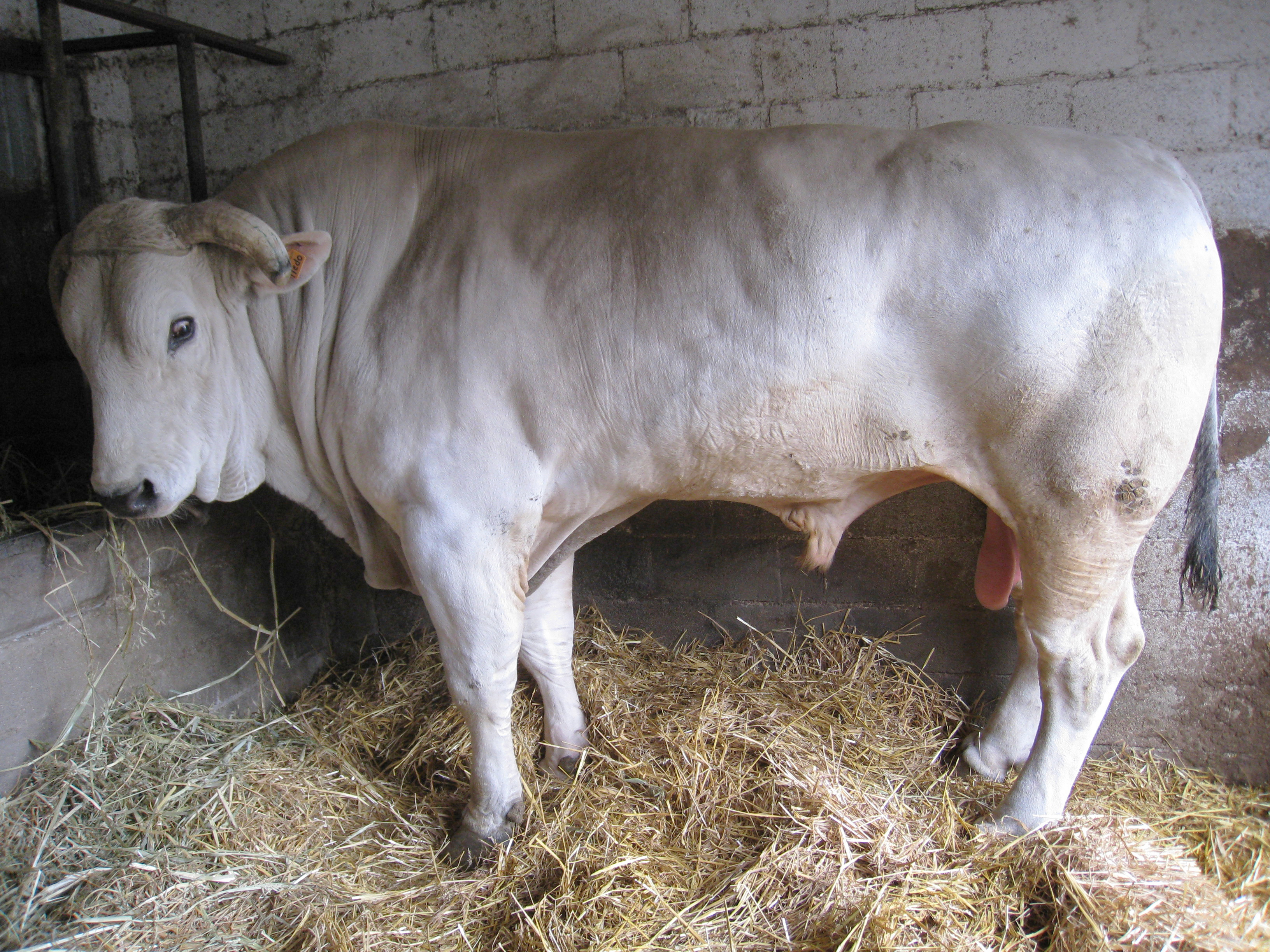
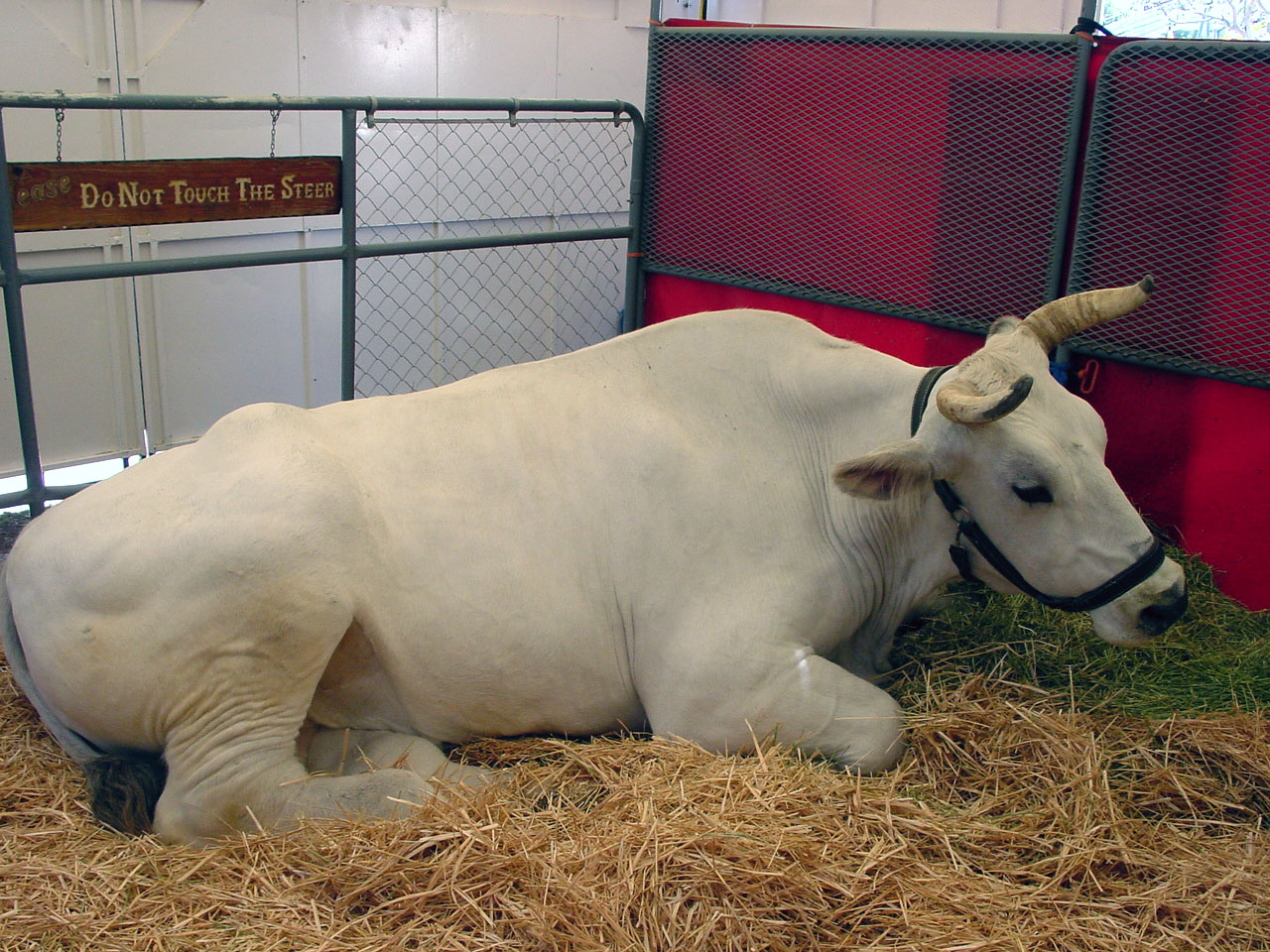
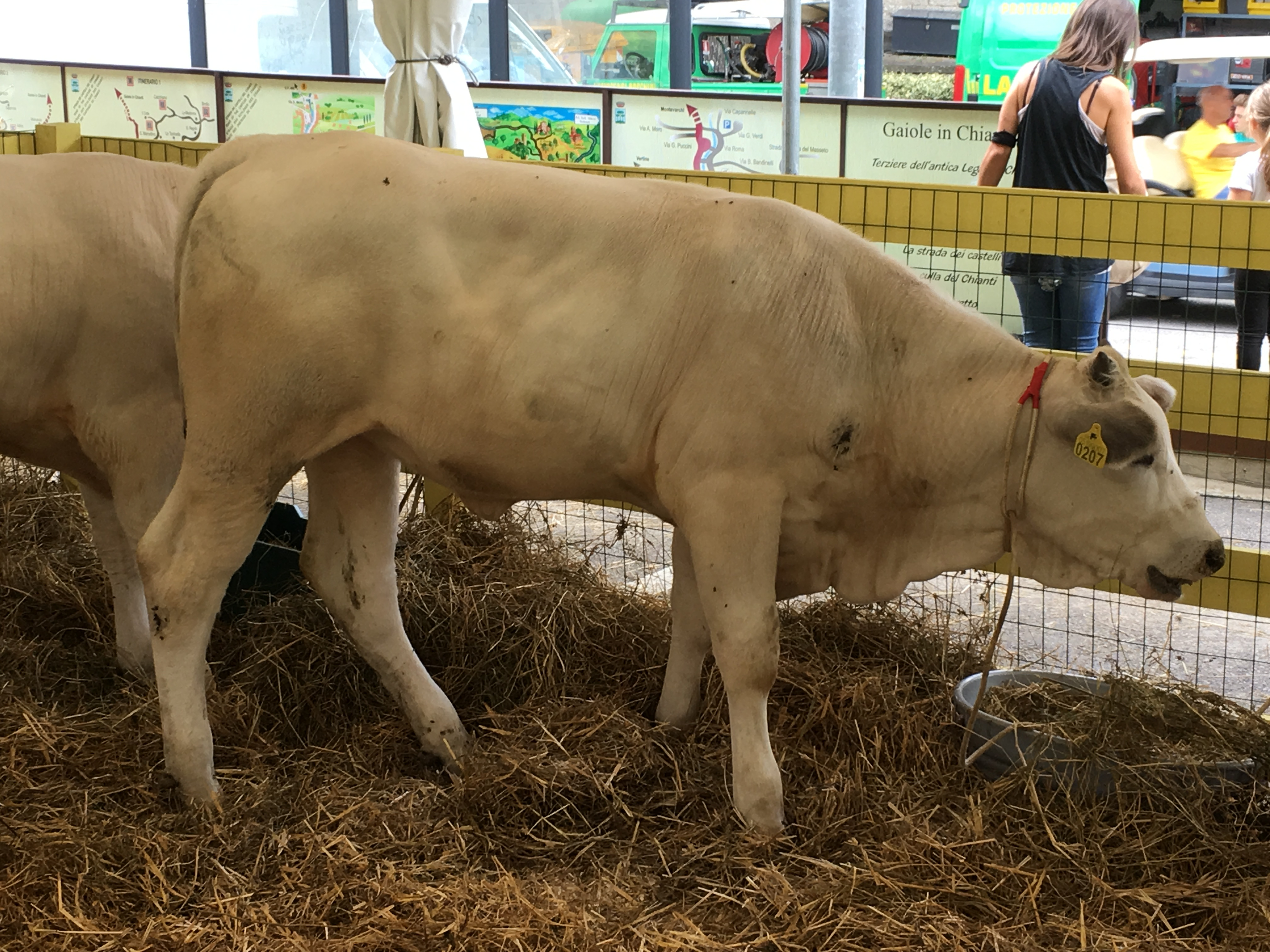
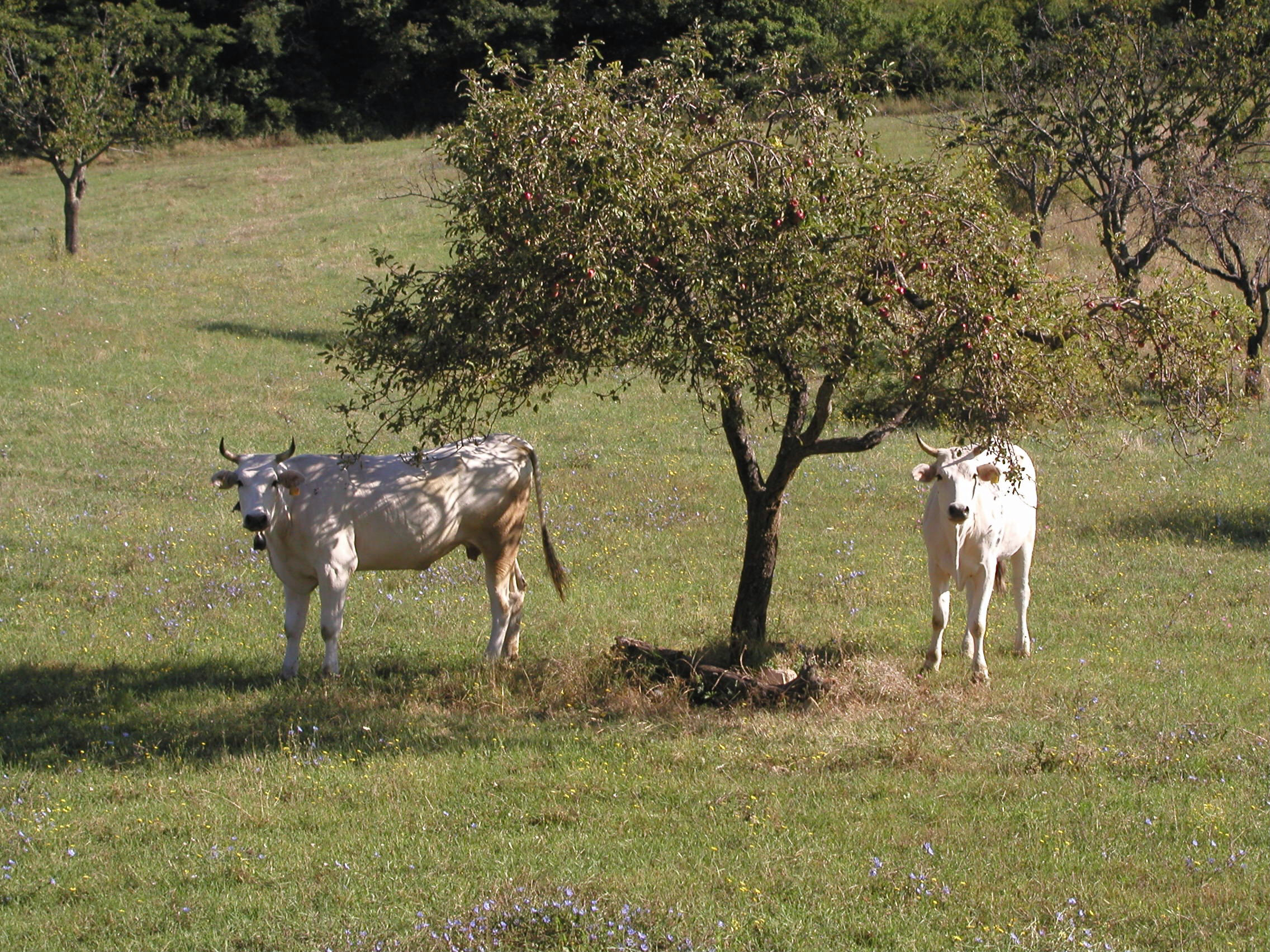
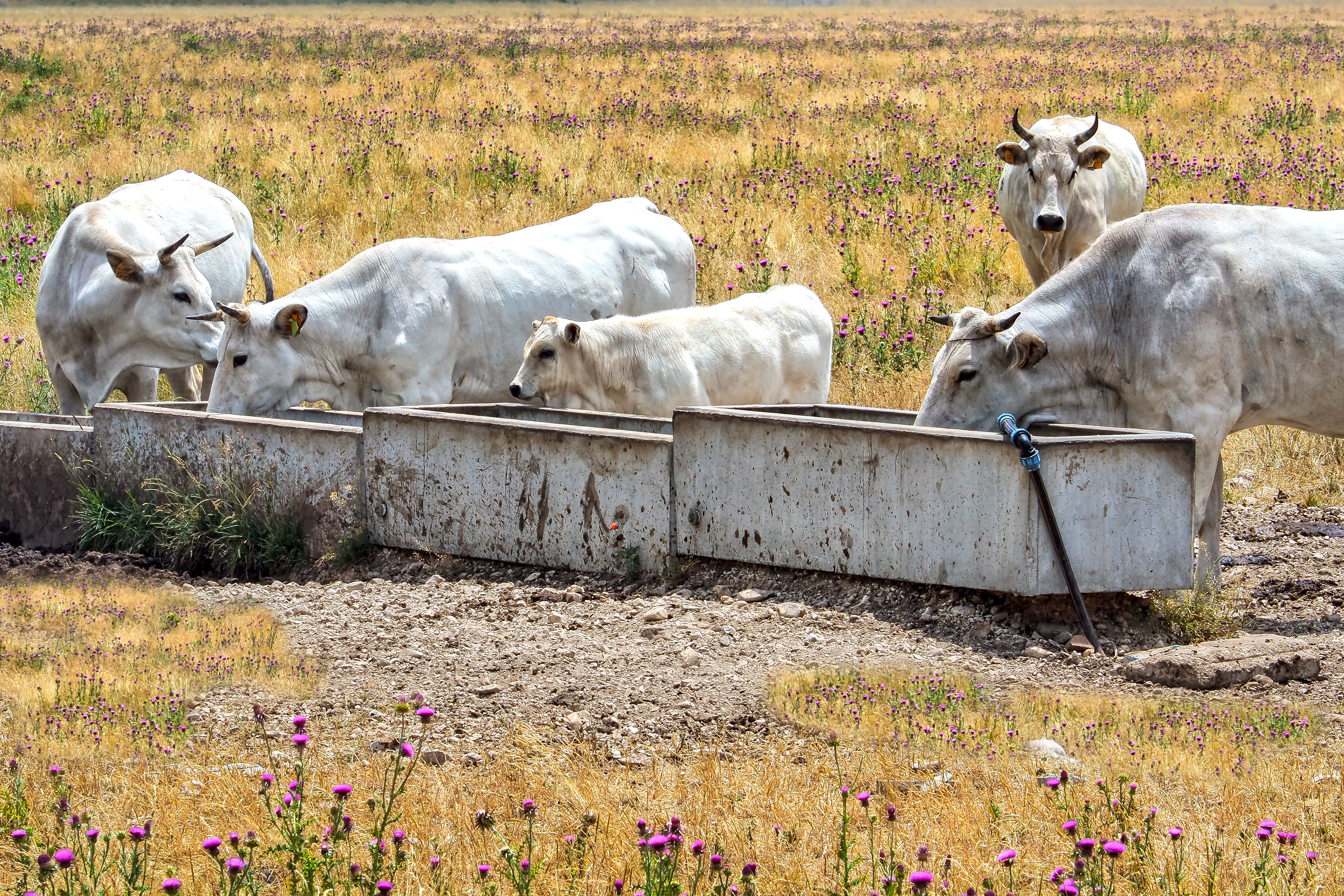
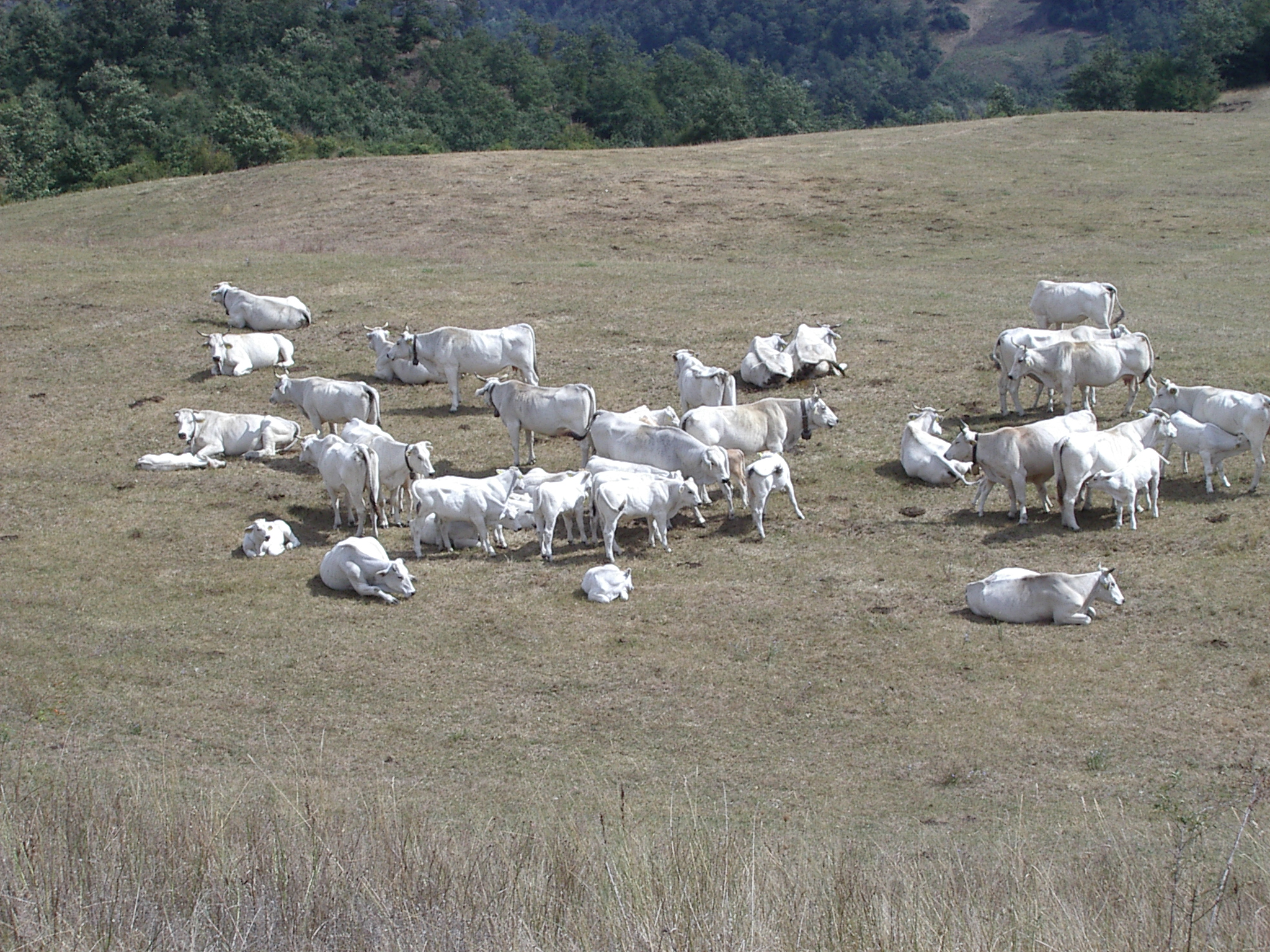